# سقوط جمهوری روم
سقوط جمهوری روم یا بحران جمهوری روم به دوره ای از بی‌ثباتی سیاسی و ناآرامی و آشفتگی اجتماعی بین سالهای ۱۳۴ تا ۴۴ پ. م اشاره می‌کند که منجر به فروپاشی جمهوری روم و بوجودآمدن امپراتوری روم می‌گردد. سقوط جمهوری روم را نباید با سقوط امپراتوری روم اشتباه گرفت. تاریخ دقیق این بحران مشخص نیست، از آنجا که روم برای دهه‌ها میان وضعیتی بحرانی و آرام در نوسان بود. از این رو علل و ویژگی‌های این بحران از جمله اشکال بردگی، راهزنی و یاغیگری، جنگ‌های داخلی و خارجی، اصلاحات ارضی، نوآوری در شدت شکنجه‌ها، گسترش شهروندان روم و حتی ترکیب متغیر ارتش روم، در این مدت به کلی دگرگون شد. پژوهشگران نوین در ماهیت خود بحران نیز اختلاف نظر دارند، چنانچه به‌طور سنتی گسترش شهروندی (با همه قوانین مربوط به آن، امتیازات و وظایف) توسط سالوست و گیبون و دیگر شاگردانشان از عوامل منفی مطرح شده است بدان علت که به اختلافات داخلی و نزاع با متحدین ایتالیایی روم و بلوا و شورش بردگان انجامید. با این حال دیگر پژوهشگران چنین استدلال کرده‌اند که در جمهوری به معنای چیزی از اساس مردمی، نمی‌توان فقرا و محرومان را برای تلاش به احقاق خواسته‌های بر حق خود و نارضایتی قانونی‌شان، مقصر دانست.

## پیدایش جمهوری
پس از دوران پادشاهی روم در سال ۵۰۹ پ. م تغییری اساسی در تاریخ غرب پدید آمد و حکومت پادشاهی آن به حکومت جمهوری تبدیل شد. بر مبنای آنچه در متون ادبی نوشته شده ماجرا از این قرار بود که در زمان سوپریوس پسر شاه به نام سکتوس به دختر یکی از اشراف به نام لوکرتیا تجاوز کرده و در نتیجه لوکرتیا خودکشی می‌کند. لوکیوس یونیوس بروتوس به همراه کولاتینوس (همسر لوکرتیا) به پایتخت رفت و داستان را برای سنا شرح داد و آنان را برانگیخت تا حکومت پادشاهی را سرنگون کنند. پس از آن حکومتی جمهوری در روم تأسیس می‌شود و همسر لوکرتیا به همراه بروتوس توسط مجلس سنا به عنوان دو کنسول، با قدرت‌های برابر با یکدیگر، برای یک سال حکومت تعیین شدند. آنان سوگند یاد می‌کنند که تا زنده‌اند حکومت پادشاهی تشکیل ندهند. مسلماً خودکشی لوکرتا تنها دلیل به‌وجود آمدن جمهوری نبوده و تاریخ نویسان و تحلیلگران به دلایل دیگری نیز اشاره می‌کنند.

## پاتریسین‌ها و پلبین‌ها
تاریخ‌نویس باستان تیتوس لیویوس بر آن بود که رومولوس (بنیانگذار شهر روم) یکصد تن از خانواده‌های قبیله خود را برگزیده بود تا او را در پی افکندن رم یاری کنند و شورا یا سنای وی را تشکیل دهند اینان را بعدها پاترس (پدران) نامیدند. نظریه جدید پاتریسی‌ها را کشورگشایانی بیگانه، شاید سابینی، برمی‌شمرد که بر لاتیوم هجوم آوردند و از آن پس بر پلبها یا پلبینها یا توده مردم (به عنوان طبقه پست‌تر) حکومت راندند. پاترسینها از خانواده‌هایی فراهم می‌آمدند که در پرتو فرادستی اقتصادی یا نظامی بهترین زمینها را به چنگ آورده و برتری کشاورزی خود را به سروری سیاسی مبدل کرده بودند. از این طایفه‌های پیروز تا پنج قرن سرداران و کنسولان رومی برمی‌خاستند و برای روم قانون می‌نهادند. سومین گروه اکوایتسها (شهسواران) بودند نزدیک‌ترین کسان به پاتریسین‌ها در ثروت، اما بسی فرودست تر از ایشان در نیروی سیاسی برخی چندان ثروت داشتند که توانستند به سنا راه یابند. زیر دست تر ازهمه برده‌ها بودند.

## ظلم بر پلب‌ها
پلبها دارای حق رای و مشارکت در مقامهای عالی را نداشتند، قانون جمهوری نخستین به بستانکار اجازه می‌داد تا بدهکاری را که به هیچ روی به پرداخت دین خود تن نمی‌داد در سیاه چالی خصوصی زندانی کند یا یا به بردگی بفروشد یا حتی بکشد.

## قیام‌های پلب‌ها
پلبها خواستند تا این قوانین برافتد، سنگینی بار دیون کاهش یابد، زمینهایی که در اثر جنگ فتح شده به‌جای آنکه به توانگران داده شود، میان تهی دستان پخش گردد، و همچنین پلبها حق دستیابی به مقامات قضایی و کاهنی، و اجازه زناشویی با برجستگان را دارا شوند و از میان فرمانروایان بالادست همواره یک تن نماینده ایشان باشد. سنا کوشید تا با جنگ‌افروزی آشوب را سرکوب کند. به سال ۴۹۴ ق. م جماعات بزرگی از پلبها به تپه مقدس بر کرانه رود آتیو کوچیدند و اعلام کردند تا زمانی که خواستهایشان برآورده نشود برای روم نه می‌جنگند و نه خدمت می‌کنند.

## مشارکت پلب‌ها در حکومت
سنای روم رضایت داد تا دیون فسخ شود یا کاهش یابد و دو عضو تحت عنوان تریبونوس پلبیس (تریبون خلق) مدافع حقوق و آزادی مردم و دو شهردار مدافع برگزیده پلبها باشند. پس از مبارزات طولانی در ۲۸۷ق. م به اختیارات رسمی پلبینها پایان بخشیده شد و امکان تمام سمت‌ها برای پلبین‌ها پدید آمد. همچنانکه تاریخ‌نویس برونت اشاره می‌کند، تنها لایه نازکی از پلبین‌های مرفه توانستند از سد موانع قدرت رد شوند. اکثر نظارت دموکراتیک که ظاهراً به توده پلبین‌ها اعطا شده بود توهم از کار درآمد. عاملی که فقیران را ساکت کرد تسخیر سرزمین‌های تازه بود برخی از دهقانان تنگ دست تر در قلمروهای تازه سکنی گزیدند و برای مدتی از گرفتاری خود آسوده شدند.

## جنگ‌های کشور کشایی
- جنگ‌های پونیک تمدن کارتاژ را نابود کرد و روم بر شمال آفریقا و غرب مدیترانه مسلط شد.
- روم دست به اقدامات استعماری می‌زند.
- یک به یک مقدونیه، یونان، و قسمتی از آسیای صغیر را فتح می‌کند.
- تا پایان ۱۳۳ق. م قدرت روم از هیسپانیا تا مصر گسترده می‌شود[۹]

## تأثیرات در داخل روم
- طبقه جدیدی از رومی‌های ثروتمند پدیدار شد. صاحب کاخ و زمین‌های بزرگ (لاتیفوندیا) شدند؛ و اسیران جنگ را در مزارع به بردگی گرفتند. استفاده گسترده از برده‌ها موجب فقر دهقانان و زمین داران کوچک شد.
- قیمت غلات نزول می‌کند زیرا حجم زیادی غلات از سرزمین‌های مفتوحه به روم سرازیر می‌شود.
- کشاورزان مجبور می‌شوند زمین‌های خود را بفروشند و به خیل بیکاران شهری بپیوندند.
- شورش در شهرها برپا می‌شود
- فساد توسعه پیدا می‌کند.[۹]

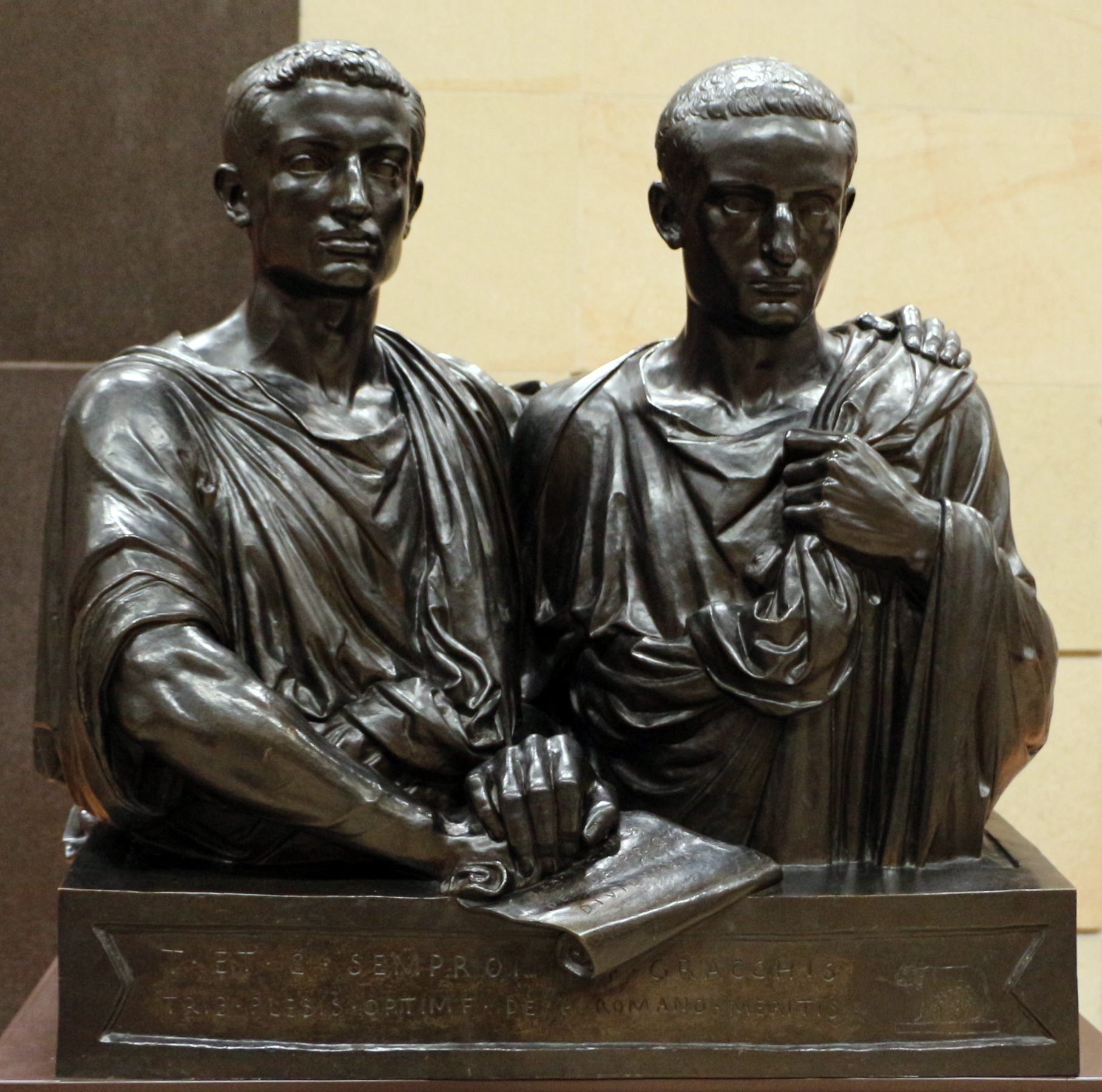
تندیس برادران گراکوس در موزه اورسی، پاریس

برادران کراسوس به نام‌های تیبریوس گراکوس و گایوس گراکوس با وضع قوانینی به نفع توده فقیر روم دست به اصلاحاتی اقتصادی و سیاسی زدند. تیبریوس در ۱۳۳ پ. م و برادرش حدود ده سال بعد به مقام تریبونی خلق برگزیده شدند. این دو برادر با هدف توزیع زمین وتوزیع غله به قیمت ارزان اقدام به اصلاحات اقتصادی و سیاسی کردند. سنا که اقدامات آنها را تهدیدی برای خود می‌دانست تیبریوس را به همراه چند صد تن از هواخواهان او به قتل رساند؛ و گایوس را نیز به همراه ۲۵۰ تن از یارانش به قتل رساند و سه هزار تن دیگر به موجب احکام سنا اعدام شدن
جنگ‌های کیمبری (۱۰۱–۱۱۳ پیش از میلاد) چالشی بسیار جدی بود. قبایل ژرمنی کیمبری و توتونی از اروپای شمالی به سوی مرزهای شمالی روم کوچ کردند و با رومیان درگیر جنگ شدند. در این سلسله جنگها ارتش روم متحمل شکست‌های سهمگینی شد. در این اوضاع گایوس ماریوس از سال ۱۰۴ تا ۱۰۰ پیش از میلاد برای پنج مرتبه متوالی به منصب کنسولی برگزیده شد. ماریوس در برابر توتون‌ها و کیمبری‌ها ارتشی جدید ایجاد کرد. ارتش‌های سابق از دهقانان تشکیل شده بود، امّا ارتش جدید حاصل از اصلاحات ماریوس ارتشی دایمی و ثابت بود که از داوطلبان آموزش دیده و تقریباً برای بیست سال خدمت تشکیل می‌شد؛ بدین معنا که متشکل از افرادی حرفه‌ای بود که نه تنها مشتاق حقوق و مستمری خود بوده، بلکه در رؤیای غارت و غنیمت و نیز وعده دریافت زمین در پایان خدمت نظامی نیز بودند؛ و به فرماندهان خود بیش از دولت وفادار بودند. این سربازان ماریوس و سزار و دیگر فرمانداران را ترغیب می‌کردند تا درگیر جنگ قدرت در دستگاه سیاسی شوند و قدرت را در دست بگیرند.
به هر روی، در نبرد آکوای سکستیای (۱۰۲ق. م) و نبرد ورکلای (۱۰۱ق. م) هر دو قبیله توسط ارتش ماریوس مضمحل شدند تا تهدیدشان علیه شمال ایتالیا رفع شود. در تمامی این دوران، چه در نبرد مقابل ژوگورتا و چه ژرمن‌ها، ماریوس جوانی اشرافی را در کنار دست خود داشت، کسی که شایستگی‌های نظامی‌اش را تحسین می‌کرد و البته بعدها دشمن خودش نیز شد و اولین جنگ داخلی را به راه انداخت: لوکیوس کورنلیوس سولا.

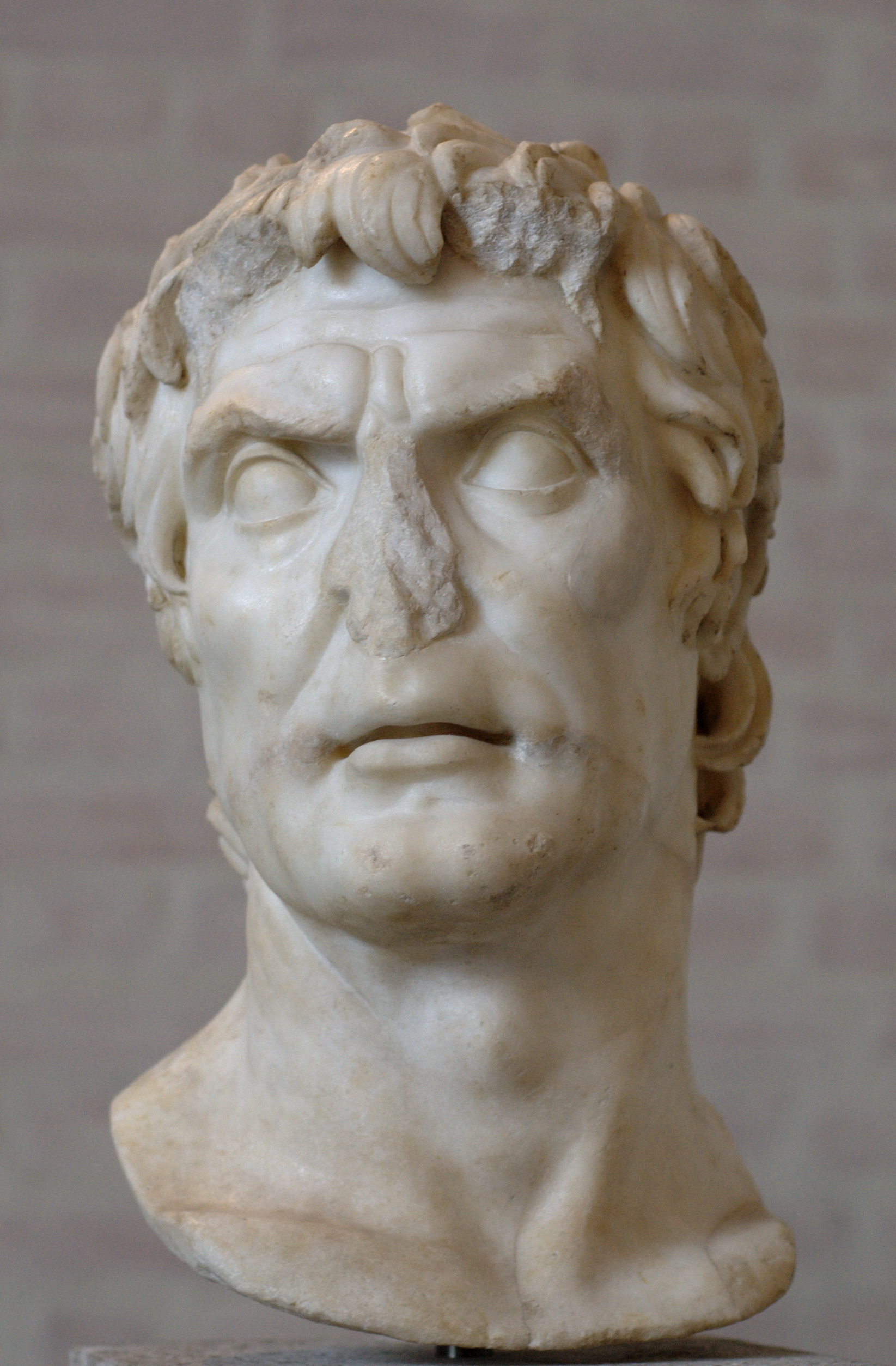
(احتمالاً) سردیس سولا در موزه گلیپتوتک مونیخ

یک دیکتاتور یک کلانتر فوق العادهٔ رومی بود که توسط کنسولها برگزیده می‌شد و به وی اقتدار مطلقه اعطا می‌کردند تا با شرایط اضطرار نظامی مقابله کند یا اقدامات ویژه ای را انجام دهد. تمامی دیگر کلانترها مادون وی بودند، و حق تریبون پلبی‌ها در وتوی اقدامات وی یا حق مردم در دادخواهی و تظلم جویی علیه اقدامات وی، به شدت محدود می‌شدند. با اینحال، برای آنکه اقتدار مطلقهٔ یک دیکتاتور خطری برای دولت ایجاد نکند، محدودیت‌ها و تنگناهای شدیدی بر قدرت وی اعمال می‌شدند؛ به گونه ای که موظف بود پس از انجام موفقیّت آمیز وظایفش، یا انقضای بازه زمانی شش‌ماهه، استعفای خود را تقدیم دارد. دیکتاتورها از اوایل دوران جمهوری روم (۵۰۹ق. م) تا دومین جنگ کارتاژ (۲۱۸ تا ۲۰۱ق. م) مکرراً انتخاب می‌شدند؛ امّا پس از آن این منصبِ عالی تا مدت یک سده رو به بی‌مصرفی رفت، تا اینکه بار دیگر و در شکلی جدید توسط لوسیوس کورنلیوس سولا احیا شد، و سپس ژولیوس سزار نیزم آنرا به خود اختصاص داد. این سِمت پس از ترور ژولیوس سزار رسماً ملغی شد و در دوران امپراتوری روم دیگر احیا نشد.

## ظهور سولا و دیکتاتوری او (۸۸ تا ۷۸ پیش از میلاد)
لوسیوس کورنلیوس سولا فلیکس، که اغلب با نام سولا شناخته می‌شود، یک ژنرال و سیاستمدار جمهوری روم بود. او از معدود کسانی بود که دو بار به عنوان کنسول حضور داشت و دیکتاتور روم گشت. از او به عنوان یکی از مهم‌ترین شخصیت‌های تاریخی روم نام می‌برند. خودکامگی سولا در پی پیروزی‌های نظامی و جدال‌های میان اپتیمات‌ها و پوپولارهاشکل گرفت. اپتیمات‌ها خواهان حفظ نظام اشراف‌سالاری به شکل سنا بودند در حالی که پوپولارها هواداری پوپولیسم متجلی در خودکامگانی چون ژولیوس سزار را می‌کردند. سولا ارتش خود را دو بار (یکبار در ۸۸ و بار دیگر در ۸۲ پیش از میلاد) در خیابان‌های رم به رژه برد و پس از دومین رژه لقب دیکتاتور روم را گرفت، لقبی که تا یک سده پیش از آن و پس از دومین جنگ کارتاژ به کار نرفته بود. او از قدرت خود برای انجام یک سری اصلاحات در قانون اساسی روم بهره گرفت تا تعادل قدرت میان سنا و تریبونها را برقرار کند.

## قیام اسپارتاکوس

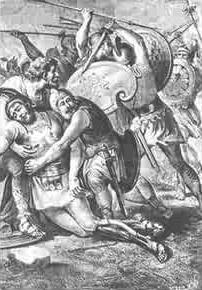
شکست اسپارتاکوس

قیام اسپارتاکوس در قرن اول پیش از میلاد آغاز شد. اسپارتاکوس از اهالی شمال دریای اژه و از مردم تراسی بود. وی در جنگی اسیر ارتش روم شد و سپس به جمع گلادیاتورها پیوست. در پی ظلم و ستمی که بر بردگان در روم باستان وارد می‌شد، اسپارتاکوس دست به قیام گسترده‌ای زد. بردگان، در کشورهای اطراف، دست به شورش زدند و اربابان خود را کشتند و خانه‌ها و انبارهای آن‌ها را به آتش کشیدند. هزاران برده، از رنگ و نژادهای گوناگون، به سپاه اسپارتاکوس پیوستند و تحت رهبری او به مبارزه پرداختند. سنای روم چندین سپاه به مقابله آن‌ها فرستاد، اما برده‌ها این سپاهیان را در هم شکستند. آنگاه، مارکوس لیسینیوس کراسوس فرماندهی سپاهیان روم را برای درهم شکستن انقلاب بردگان در دست گرفت. او در سال ۷۱ پیش از میلاد اسپارتاکوس را در جنگی سخت شکست داد و قیامش را پایان داد.
سزار در زمانی که کنسول روم بود (بار اول در ۵۹ پ. م) به سنا پیشنهاد کرد، توزیع زمین در میان بیست هزار تن از شهروندان تهیدست از جمله سربازان رقیبش در شورای سه نفره پومپیوس و تقلیل یک سوم از مبلغی که عاملان مالیات متعهد به گرد آوری از ایالات آسیایی بودند. علی‌رغم مخالفت‌های سنا این قوانین را به تصویب رساند. این لوایح مانند آنچه برادران گراکوس پیشنهاد کرده بودند سیاستی ارضی را با برنامه ای مالی، که پسند خاطر بازرگانان بود درمی‌آمیخت.
بعد از چندی قیصر دومین لایحه ارضی خود را تقدیم کرد که به موجب آن اراضی دولتی در کامپانیا می‌بایست میان شهروندان تهی دستی که سه فرزند دارند تقسیم شود. این بار نیز علی‌رغم مخالفت‌های سنا لایحه به تصویب رسید، و پس از یک قرن کوشش سیاست گراکوسی پیروز شد. وی برای آنکه سنا را زیر نظر عامه قرار دهد، نخستین روزنامه را تأسیس کرد، بدین گونه منشیانی برگماشت تا صورت مذاکرات سنا و دیگر مذاکرات و خبرها را بروی دیوارهای فروم‌ها بچسبانند. از روی این دیوارها گزارش‌ها رونویس می‌شد و بدست نامه بران خصوصی به همه نقاط امپراتوری می‌رسید.

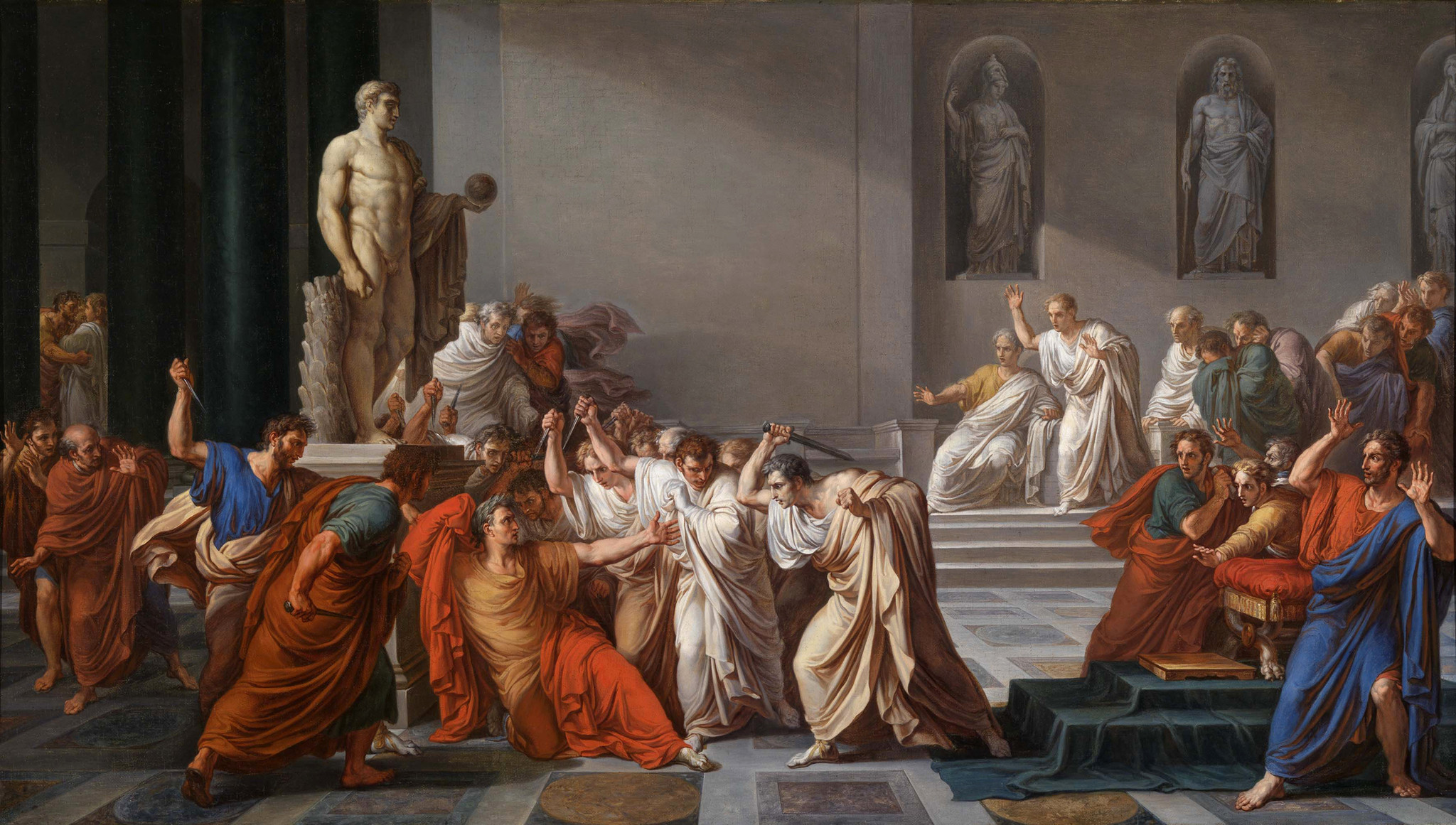
مرگ سزار، اثر وینچنزو کاموچینی، ۱۷۹۸

کراسوس رقیب سزار در شورای سه نفره در جنگی با ایرانیان از پارت‌ها شکست خورده و کشته می‌شود؛ و در نتیجه رقیب نیرومند خود را ازدست می‌دهد. در این هنگام که سزار در گل به سر می‌برد به علت پیروزی‌هایش در گل و سایر نواحی به یک شخصیت قدرتمند تبدیل می‌شود. هنگامی که اخبار اقدامات سنا در برکنار کردن او به گوشش رسید، لژیون‌هایخود را علیه سنا برمی‌انگیزد و با عملیاتی موسوم به گذر از روبینکن وارد شهر رم می‌شود؛ و در نبرد فارسال (۴۸پ. م) در جنگهای داخلی بر دشمنان خود پیروز می‌شود.
دشمنان قیصر که از دیکتاتوری او بیم داشتند او را به قتل رساندند. قتل او منجر به جنگ داخلی شدیدی شد که بین مارک آنتونی (ژنرال ارشد قیصر) و اکتاویان (نوه خواهر قیصر) درگرفت. قتل وی چندی بیشتر جمهوری روم را پایدار نگهداشت تا اینکه اکتاویان با عنوان «آگوستوس» در ۲۷ پیش از میلاد امپراتوری روم را تأسیس کرد.